# Liroetiella
Liroetiella is een geslacht van kevers uit de familie bladkevers (Chrysomelidae).
De wetenschappelijke naam van het geslacht werd in 1989 gepubliceerd door Kimoto.

## Soorten
- Liroetiella antennalis Kimoto, 1989
- Liroetiella antennata Mohamedsaid & Kimoto, 1993
- Liroetiella bicolor Kimoto, 1989
- Liroetiella englerae Medvedev, 1995
- Liroetiella granulicollis Kimoto, 1989
- Liroetiella minor Kimoto, 1989
- Liroetiella nigricollis Kimoto, 1989
- Liroetiella sallehnori Mohamedsaid, 1998
- Liroetiella tibialis Kimoto, 1989
- Liroetiella warisan Mohamedsaid, 1998